# Farmingdale (Maine)
Farmingdale – miasto w Stanach Zjednoczonych, w stanie Maine, w hrabstwie Kennebec.